# Croce al servizio leale (Schaumburg-Lippe)
La croce al servizio leale del Principato di Schaumburg-Lippe (Kreuz für treue Dienste von Fürstentum Schaumburg-Lippe) fu un'onorificenza fondata dal principe Adolfo II di Schaumburg-Lippe il 18 novembre 1914.
La croce venne concessa per la partecipazione alla prima guerra mondiale, senza riguardo del rango militare raggiunto dall'insignito. Essa aveva valore equiparato a quello della croce di ferro. La medaglia cessò di essere concessa a seguito del crollo della monarchia nel 1918.

## Descrizione
Una croce greca di bronzo dorato, la quale riportava al centro la lettera "A" per l'iniziale del fondatore, sormontata dalla corona principesca. Sul braccio centrale appariva la parola "für", su quello sinistro "treue" e su quello destro "Dienste" a comporre il motto dell'onorificenza. Sul braccio inferiore stava la data 1914. Il retro della medaglia era liscio.
Il nastro era azzurro con una striscia bianca al centro ed una per parte del medesimo colore.

## Insigniti notabili
- Werner von Blomberg
- Maximilian von Herff
- Joachim von Kortzfleisch
- Erich von Manstein
- Manfred von Richthofen
- Gustav von Vaerst